# Looming
«Ло́оминг» (эст. Looming — «Творчество») — эстонский ежемесячный литературно-художественный и общественно-политический журнал. На страницах журнала публикуется художественная литература, писательские очерки и статьи, обзоры литературных новостей с основной целью — отражение текущей ситуации в эстонской литературе во всем её разнообразии, избегая фракционности и сплетен.

## История
Начал издаваться в апреле 1923 в Тарту. Редактировал журнал Фридеберт Туглас. Выходило 10 номеров в год. Придерживался преимущественно демократического направления, в нём печатались прогрессивные писатели — И. Барбарус, И. Семпер, А. Х. Таммсааре, Ю. Сютисте, Я. Кярнер, А. Якобсон, А. Алле, А. Хинт и др. Одновременно помещались и произведения формалистического характера. Журнал занял важное место в литературной жизни Эстонии, пользовался авторитетом, читательским интересом и вызывал недовольство в определённых литературных кругах, главный редактор Туглас подвергался критике и вскоре был вынужден уйти со своего поста. Хотя после этого некоторые нововведения были внесены, сменивший Тугласа Яан Кярнер был уволен в 1929 году из-за редакторских и экономических проблем. В первые годы журнал выходил тиражом около тысячи экземпляров. В 1930 году он был сокращен с 1500 до 1200 экземпляров, а в 1933 — до 600 экземпляров, но позже начал увеличиваться, достигнув к 1935 году 5 500.
В период диктатуры Пятса журнал редактировал И. Семпер, издание выражало в основном оппозиционные, антифашистские настроения.
Во время немецкой оккупации 1941—1944 журнал не издавался.
В советское время — орган Союза писателей Эстонской ССР, издавался в Таллине. Являлся трибуной писателей, участвующих в социалистическом переустройстве страны. Широкое развитие получает жанр очерка и публицистика. На страницах журнала были опубликованы пьесы: «Борьба без линии фронта», «Два лагеря» А. Якобсона, «Блудный сын» Э. Раннета, «Леа» Ю. Смуула; романы: «Берег ветров» А. Хинта «Земля и народ» Р. Сирге, «Сердца молодых» Э. Крустена, «Второе „я“ Энна Кальма» (1960) и «Происшествие с Андресом Лапетеусом» (1961) П. Куусберга; повесть «Письма из деревни Сыгедате» и «Ледовая книга» Ю. Смуула. Главными редакторами журнала были М. Рауд (1946), А. Алле (1946—1952), И. Сикемяэ (1953—1957), П. Куусберг (1957—1960 и 1968—1976), А. Вааранди (1960—1968). В 1955 году тираж журнала составлял 4000 экземпляров, в 1977 — 19000, в 1985 — 22000. Со строительством Дома писателей на улице Харью в Таллине, помещения на первом этаже этого здания были предоставлены редколлегии журнала. При журнале издавалась «Библиотека „Лооминга“» (52 выпуска в год).
В настоящее время издание «Ломинг» финансируется совместно Министерством культуры Эстонии, Государственным фондом культурного капитала и Союзом писателей Эстонии, который назначает главного редактора журнала, отвечающего за содержание издания.
С 2011 года журнал издается как в бумажном, так и в электронном виде. Сегодня тираж — 1600. В декабре 2012 вышел 1000-й номер журнала.
На конец 2020 года на должность главного редактора объявлен конкурс